# Laureano Falla Gutiérrez
Laureano Falla Gutiérrez (Hoz de Anero, 1859-La Habana, 1929) fue un empresario e industrial español, activo en la isla de Cuba, a la que emigró y donde hizo fortuna.

## Biografía
Natural de la aldea española de Hoz de Anero, perteneciente a la provincia de Santander, en la que nació el 25 de diciembre de 1859, llegó a la ciudad cubana de Cienfuegos a los catorce años de edad.
Trabajó durante una década en una tienda de un tío suyo en El Salto, un pequeño caserío cerca de Lajas, donde acumuló el suficiente dinero para establecerse en Lajas Tras unos años era ganadero, colono, veguero y refaccionista y manejaba grandes cantidades de dinero.
Al comenzar la guerra del 95 tenía una gran colonia en el Central Santísima Trinidad. También administró otras fincas, como el Central Andreíta y el Central Cieneguita, además del Central San Agustín. Adquirió Manuelita y en Camagüey fundó el Central Adelaida, además de comprar en dicha provincia, con uno de sus hermanos, el Central Patria. Pasó a establecerse en La Habana, donde fue socio, comanditario, vocal o presidente de varias sociedades, además de coopartícipe de la planta eléctrica, de los tranvías y de la fábrica de hielo.
Contrajo matrimonio en Lajas, cuando aún no había acumulado una gran fortuna, con Dolores Bonet. Fue nombrado presidente del Casino Español de Cienfuegos y promovió entre los socios la construcción del Sanatorio de la Colonia. Hacia mediados de la década de 1920 fue nombrado presidente del Casino Español de La Habana. Falleció la noche del 25 al 26 de marzo de 1929 en La Habana, a la edad de sesenta y nueve años. Se hizo construir al final de su vida un inmueble en Anero, que pasó a conocerse como Palacio de Falla, proyectado por el arquitecto Eugenio Fernández Quintanilla.